# Gláser Tamás
Gláser Tamás magyar vegyészmérnök, a VOSZ alelnöke, iparjogvédelmi szakértő, a Magyar Védjegy Egyesület ügyvezető elnöke .

## Életpályája
Vegyészmérnöki diplomát, majd felsőfokú iparjogvédelmi képesítést szerzett. Az első munkahelye a Kemikál Építőanyagipari Vállalat, majd később a Kemikál Építőanyagipari Zrt. volt, amelynél több évtizedig tevékenykedett fejlesztési és Innovációs Főosztály vezetője, majd kereskedelmi vezérigazgató, majd általános vezérigazgató helyettesként dolgozott. Jelentős  szerepet játszott A magyar építőipar kemizálásának megalapozásában, majd fejlesztésében. 1988-ban a VOSZ egyik alapító tagja, majd ellenőrző bizottsági elnöke. 1988 és 1990 között a Magyar Kereskedelemi Kamara szellemi tulajdon és védjegy szakosztályának egyik vezetőjeként tevékenykedett.  1991-ben az egyik alapítója volt a Magyar Védjegy Egyesületnek, amelyben első időben főtitkára, majd ezt követően több mint két évtizede ügyvezető elnöke. 1992-től 2008-ig az Állami Vagyonügynökség külső szakértője volt. 1993-ban alapítója volt a Kem-Univerzál Kft-nek. 2003-tól 2018-ig a KAVOSZ Zrt. igazgatósági tagja volt. 2004 és 2009 között az Építőipari Tárcaközi Bizottság társelnöke. 2008-tól 2022-ig a Hamisítás Elleni Nemzeti Testület szakmai oldal vezetője. 2010-től a Brand Way & Compass Kft. vezető tanácsadója. 2016 óta az Agrárminisztériumban működő Hungarikum Védjegy Bizottság tagja. 2021 óta a SEED Kisvállalkozás-Fejlesztési Alapítvány kuratóriumi elnöke. 2021 óta a VOSZ képviseletében a Junior Achievement Magyarország tanácsadója és mentora. 2022-ben ő kezdeményezte a VOSZ Női Vállalkozói Szekció létrehozását, amelynek mentora.

## Díjai, elismerései
- Munka Érdemrend bronz fokozat (1985)
- Építőipari Kiváló Munkáért elismerés (?) (2 alkalommal)
- Kiváló Munkáért kitüntetés  Országos Találmányi Hivatal(1994)
- Magyar Védjegykultúráért Díj (Magyar Védjegy Egyesület, 1998)
- Országos Találmányi Hivatal Emlékérem (1998) (?)
- Magyar Gazdaságért Díj (2006),
- Magyar Köztársasági Ezüst Érdemkereszt (2008),
- Jedlik Ányos Díj (2015) [4]